# Głębiniec (potok)
Głębiniec, Głębieniec – potok, dopływ Kamienicy o długości 5,94 km. Płynie w Gorcach przez miejscowości Zasadne i Szczawa w województwie małopolskim, w powiecie limanowskim, w gminie Kamienica.
Źródła potoku znajdują się na północnych stokach Gorca w położonym na wysokości 1100 m źródle zwanym Do Smoka. Zasilany jest także ciekami spod przełęczy Głębieniec. Spływa w północno-wschodnim kierunku i na wysokości ok. 507 m w miejscowości Szczawa uchodzi do Kamienicy jako jej prawy dopływ. Płynie głębokim jarem wciętym górą w stoki Gorca, niżej pomiędzy Gorcem, Magorzycą i Kiczorą Kamienicka. Zasilany jest wieloma strugami spływającymi z tych szczytów. W najnowszej regionalizacji w całości znajduje się w Gorcach, natomiast według regionalizacji Jerzego Kondrackiego oddziela Gorce od Beskidu Wyspowego.

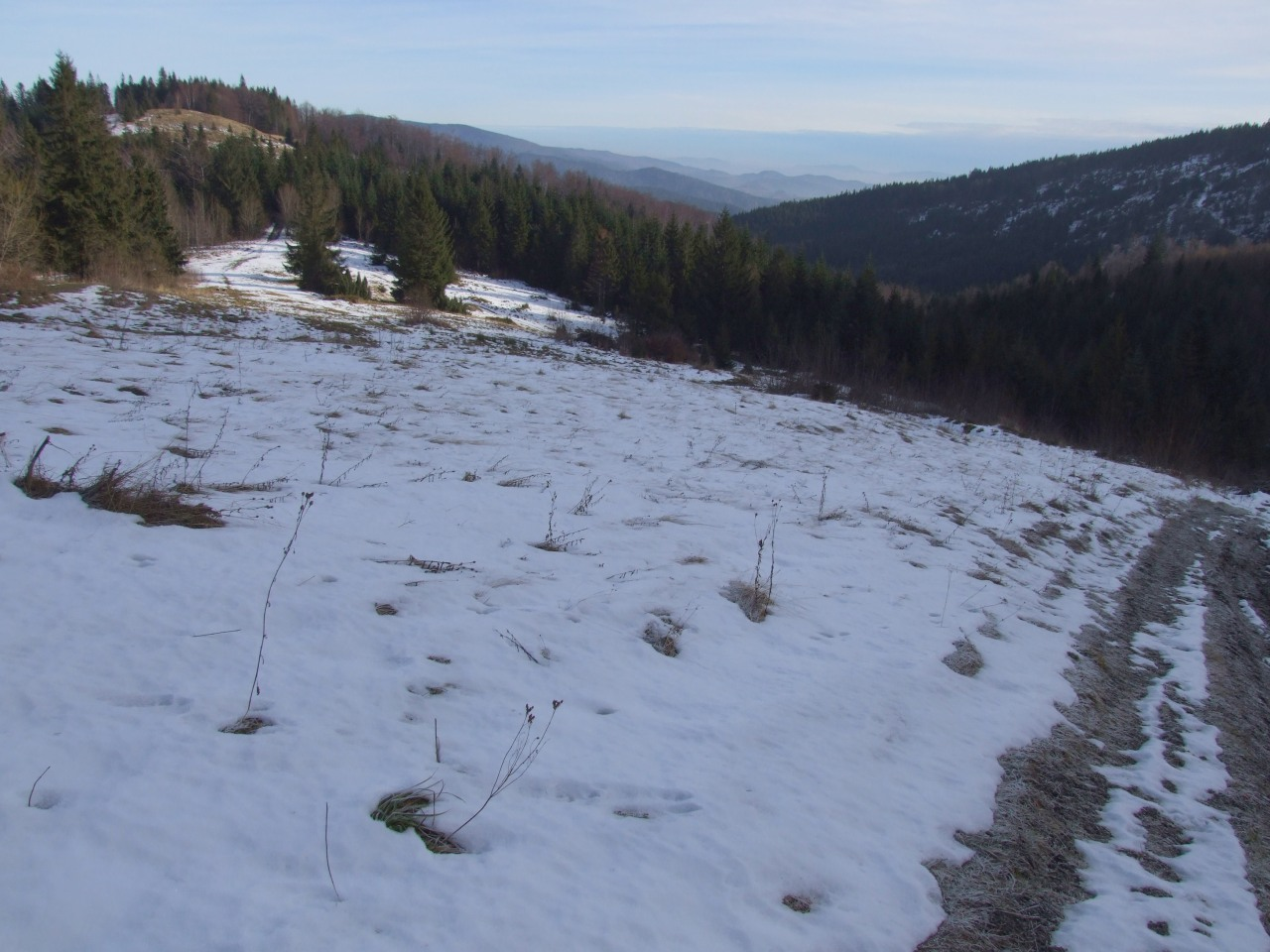
Nowa Polana, Magorzyca i dolina Głębińca

Na prawym brzegu Głębieńca w odległości ok. 1 km od jego ujścia jest źródło wody mineralnej. Jest to szczawa siarczkowa o charakterystycznym, wyrazistym zapachu – wykorzystywana przy leczeniu chorób układu moczowego – rozpuszcza bowiem i wymywa kamień moczowy. Potok Głębieniec ma również duże znaczenie naukowe dla geologów i jest atrakcją dla turystów. Na jego lewym brzegu, ok. 100 m od centrum Szczawy znajduje się odsłonięcie skalne kompleksu piaskowcowo-łupkowego płaszczowiny magurskiej. Znajduje się w nim ławica zlepieńcowa o miąższości ok. 150 cm. Pochodzi ona z okresu sprzed górnej kredy (70 mln lat), można więc prześledzić w niej budowę gór, jakie istniały tutaj wcześniej, zanim w późnej kredzie zostały przez erozję zniszczone. W ławicy tej znajdują się takie skały, jakich nigdzie na powierzchni obecnych Gorców i Beskidu Wyspowego (w tzw. fliszu karpackim) już nie można znaleźć: ziarna rogowców, białego i czarnego kwarcu, gnejsów i różnych granitów. Poniżej tego odsłonięcia, na zakręcie Głębieńca, w jego korycie i na prawym brzegu można zaobserwować tzw. lustro tektoniczne. Są tutaj odłamki piaskowców i łupków posiadające wyraźne, równoległe rowki i zadrapania, lub zeszkliwioną powierzchnię. Rowki i zadrapania świadczą o tym, że przesuwały się po nich skały płaszczowiny magurskiej, zeszkliwienia zaś są wynikiem wysokiej temperatury, jaka powstawała w wyniku tarcia mas skalnych.
Wzdłuż Głębieńca prowadzi czarny szlak turystyczny ze Szczawy na Gorc przez Nową Polanę.